# Mount Vernon, Indiana
Mount Vernon är en stad (city) i Posey County, i delstaten Indiana, USA. Enligt United States Census Bureau har staden en folkmängd på 6 639 invånare (2011) och en landarea på 7,3 km². Mount Vernon är huvudort i Posey County.